# Zečji kupus
Zečji kupus (lat. Jovibarba heuffelii (Schott) Á. Löve & D. Löve) je vrsta roda Jovibarba Opiz.

## Opis
Zečji kupus je višegodišnja biljka sa rozetama do 12 cm u prečniku, bez stolona. Vegetativno se razmnožava razdvajanjem rozeta. Listovi su tamno zeleni ili sivozeleni, duguljasto-objajasti, dugi do 6 cm, a široki do 1,5 cm, na vrhu zašiljeni, kao da imaju trn, a po obodu su beli i gusto čekinjasto trepljasti, sa obe strane kratko žlezdasto dlakavi. Cvetna stabljika je visoka do 20 cm. U gornjem delu je lepljiva, žlezdasto trepljasta. Listovi stabljike su jajasti, pri osnovi srcasti i delimično obuhvataju stabljiku, prekriveni su žlezdastim dlakama i trepljama. Krunični listići su bledo žuti, sa tri šiljka na vrhu, po obodu trepljasti do slabo usečeni, dugi do 12 mm, pri čemu su dvostruko duži od čašičnih. Zabeležen broj hromozoma je 2n = 38.

## Stanište i rasprostranjenje
Naseljava kamenita i krševita mesta.
Rasprostranjen je na Balkanskom poluostrvu i u Rumuniji.

## Varijabilnost vrste
Obuhvata dva varijeteta:
- var.
- var. [2]

## Privredni značaj
Zečji kupus se gaji kao ukrasna biljka.

## Galerija
- Zečji kupus
- Habitus zečjeg kupusa
- Zečji kupus
- Stanište zečjeg kupusa na Besnoj Kobili

## Spoljašnje veze
- The Euro+Med PlantBase - the information resource for Euro-Mediterranean plant diversity
- Tropicos
- Bionet Škola Архивирано на веб-сајту  (10. мај 2024)